# Hua Xiang 8
Hua Xiang 8 — плавуча установка з регазифікації та зберігання зрідженого природного газу (ЗПГ).
Судно спорудили в 2017 році на китайській верфі Qidong Fengshun в Цидуні на замовлення компанії Zhejiang Huaxiang. В якийсь момент його обладнали установкою регазифікації, що надає можливість обслуговувати плавучі регазифікаційні термінали. Hua Xiang 8 має резервуари загальним об'ємом 14021 м3 та здатне видавати 0,68 млн м3 регазифікованої продукції на добу.
У вересні 2020 року Hua Xiang 8 розпочало забезпечувати блакитним паливом плавучу електростанцію компанії Karadeniz Powership Zeynep Sultan, яка на той час працювала у індонезійському Амуранзі (завершення північно-східного півострова острова Сулавесі). Замовником виступила компанія PT Sulawesi Regas Satu, створена індонезійськими Perusahaan Listrik Negara (електроенергетична корпорація) та PT Humpuss (судноплавна компанія). Втім, як засвідчують дані геоінформаційних систем, Hua Xiang 8 не постійно знаходиться у Амуранзі, а здійснює рейси водами Південно-Східної Азії.